# البحرية الاتحادية الألمانية الشمالية
البحرية الاتحادية الألمانية الشمالية كانت بحرية تابعة إلى الاتحاد الألماني الشمالي حيث تشكلت من البحرية البروسية في عام 1867. وقدتم ضمها في نهاية المطاف من قبل البحرية الإمبراطورية الألمانية في عام 1871.
واجهت هذه البحرية في الحرب ضد فرنسا في عامي 1870-1871 قوات العدو في مناسبات قليلة. وشملت هذه المناوشات عدة مناوشات صغيرة في بحر الشمال وبحر البلطيق بين القوات الساحلية الألمانية وأسطول الحصار الفرنسي، إلى جانب معركة هافانا بين زورق المدفعية ميتيور والفرنسي أفيسو بوفيت. بشكل عام، نظرا لصغر حجمها ومشاكلها الميكانيكية المتكررة مع معظم سفنها الحربية في الخدمة لم تلعب البحرية دورا هاما في الحرب. من ناحية أخرى، وجدت البحرية الفرنسية أنه من الصعب استخدام أسطولها الكامل للقيام بعملية هبوط على السواحل البروسية، بسبب الهزائم الحاسمة التي عانى منها الفرنسيون على الأرض.